# プラシーズ
株式会社プラシーズ（PLUSEEDS CO,LTD.）は、プラスチック容器や化粧品容器の製造を手がける日本の企業。旧社名は和田工業株式会社。

## 概要
1932年8月に和田工業として創立し、1941年に法人へ改組。プラスチック容器や化粧品容器などを手がけ、2005年8月期には約46億6000万円の売上を記録したが、同業他社との競合や受注減により、2013年8月期には売上高が20億6278万円にまで落ち込んだ。
和田工業は2014年2月12日に東京地方裁判所へ破産を申請し、同日付で破産手続開始決定を受けたが、和田工業の事業自体は東京地方裁判所の許可を得た上で、破産管財人の下で継続されることになった。
その後、取引先の協力があったことや、受注が順調に推移したことから、和田工業は2014年5月7日に東京地方裁判所へ民事再生法適用を申請し、5月15日に民事再生手続開始決定を受け、民事再生手続開始決定後も事業が継続されることになった。破産手続から民事再生手続へ移行した企業は珍しいケースといえる。
2015年10月1日付で、商号を和田工業株式会社から株式会社プラシーズへ変更した。2017年10月に株式会社匠堂の100%子会社となった。

## 事業所
- 本社 - 東京都台東区柳橋1-2-12 柳橋Mビル1F
- 佐野工場 - 栃木県佐野市免鳥町893
- 釜石工場 - 岩手県釜石市甲子町第十地割159-2